# Ага, Сайед Захур Ахмад
Сайед Захур Ахмад Ага (англ. Syed Zahoor Ahmad Agha; род. 4 октября 1971, Пишин, Белуджистан) — государственный и политический деятель Пакистана. С 9 июля 2021 года является действующим губернатором Белуджистана. 

## Биография
В 2011 году вступил в Движение за справедливость.
Во время всеобщих выборах в Пакистане в 2013 году баллотировался в Провинциальное собрание Белуджистана как кандидат Движения за справедливость от округа PB-6 (Кветта-VI), но безуспешно. Получил только 2256 голосов и уступил место Мансуру Ахмаду Хану Какару, кандидату от партии Паштунхва Милли Авами.
7 июля 2021 года, после отставки Амануллаха Хана Ясинзая, премьер-министр Пакистана Имран Хан назначил Сайеда Захура Ахмада Агу губернатором Белуджистана. Принёс присягу в Доме губернатора Кветты 9 июля 2021 года председателю Верховного суда Белуджистана Джамалу Хану Мандохайлу.

## Примечание
1. 1 2  Zahoor Agha sworn in as Balochistan's governor. DAWN. 10 июля 2021. Архивировано 15 ноября 2021. Дата обращения: 15 ноября 2021.
2. 1 2  Daily Times Pakistan (9 июля 2021). Zahoor Agha takes oath as new Balochistan governor. Архивировано 15 ноября 2021. Дата обращения: 15 ноября 2021.
3. ↑  PB-6 Quetta VI Detail Election Result 2013. Pakistani Elections Result (26 июля 2013). Дата обращения: 9 июля 2021. Архивировано 15 ноября 2021 года.
4. ↑  Zahoor Agha appointed new Balochistan governor as Amanullah Yasinzai resigns. 7 июля 2021. Архивировано 15 ноября 2021. Дата обращения: 15 ноября 2021.
5. ↑  President appoints Syed Zahoor Agha as new Governor Baluchistan. 7 июля 2021. Архивировано 15 ноября 2021. Дата обращения: 15 ноября 2021.